# Boog van de Sergii
De Boog van de Sergii (Kroatisch: Slavoluk Sergijevaca) is een Romeinse triomfboog in de Kroatische stad Pula. De boog is genoemd naar drie broers van de gens Sergia, en in het bijzonder naar Lucius Sergius Lepidus, een tribuun die het 29e legioen leidde in de Slag bij Actium.

## Geschiedenis
De boog werd opgericht als symbool voor de overwinning bij Actium op 2 september 31 v.Chr.. De bouw werd betaald door Salvia Postuma Sergia, de zuster van de drie broers, "met haar eigen geld", zoals de hoofdinscriptie aangeeft, en niet zoals de gewoonte was door de staat. Er wordt vermoed dat de bouw begon in 29 v.Chr. en eindigde in 27 v.Chr.. Oorspronkelijk stond de boog voor de hoofdpoort van de stad, de in 1829 gesloopte Porta Aurea, en is daardoor maar langs een zijde versierd, met Korintische zuilen, Cupido's en bucrania. Onder de boog liep de Via Flavia, een Romeinse weg die het forum van de stad verbond met Triëst en Aquileia.
De triomfboog heeft in het verleden een grote aantrekkingskracht gehad op artiesten, zoals Michelangelo en James Joyce.

## Fotogalerij

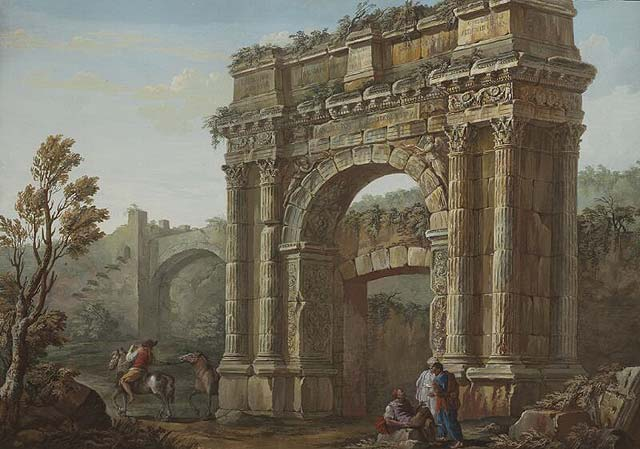
18e-eeuwse afbeelding door Charles-Louis Clérisseau van de boog van de Sergii en de Porta Aurea waartegen hij oorspronkelijk gebouwd was
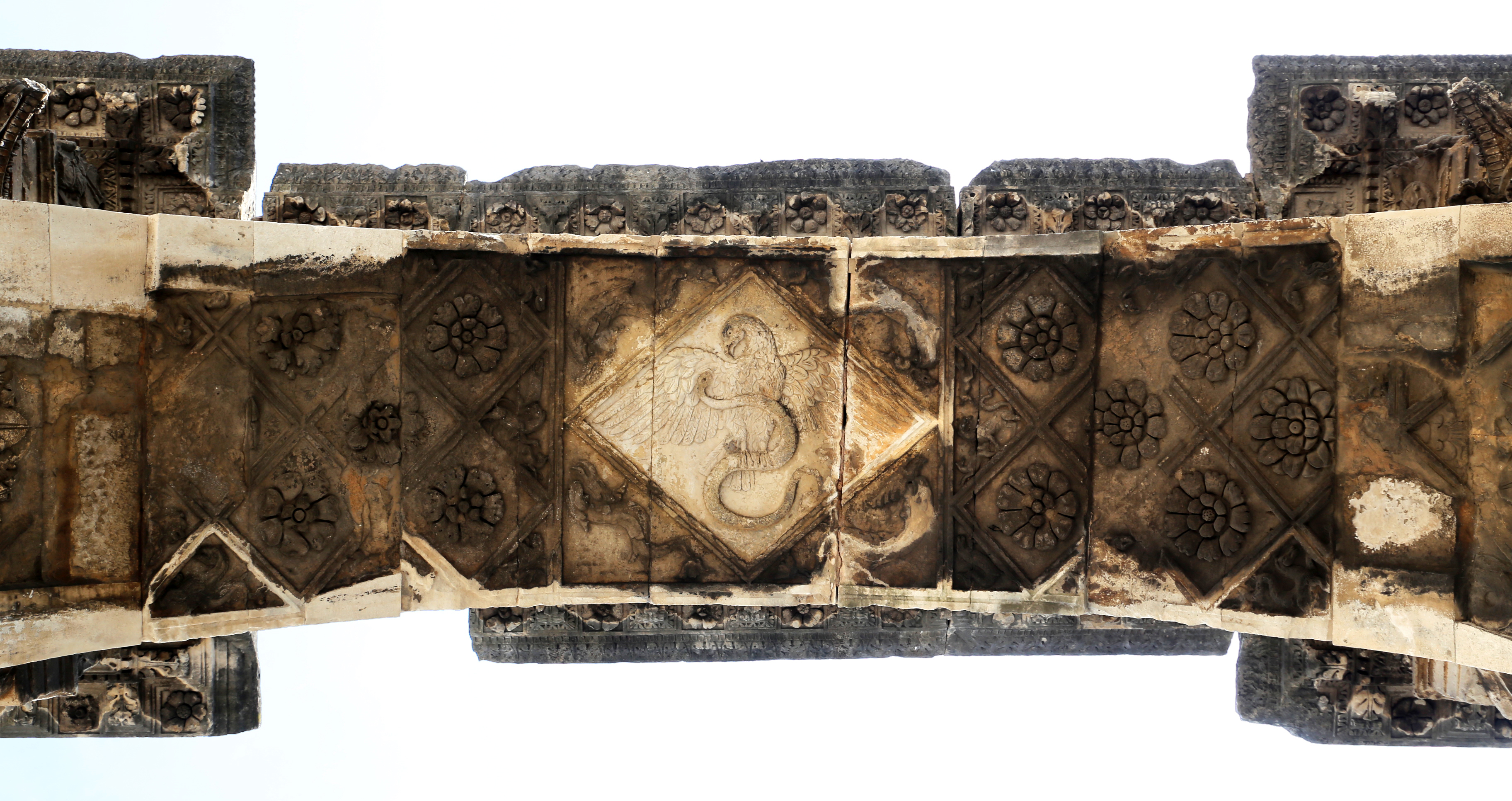
Arend op de onderzijde van de boog
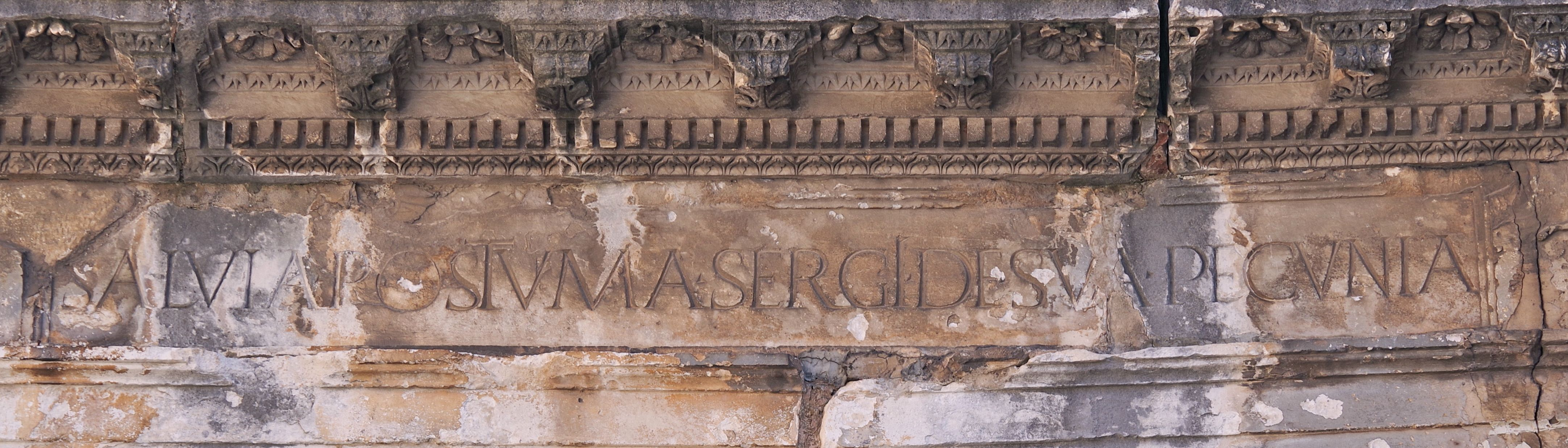
Hoofdinscriptie: "Salvia Postuma Sergi de sua pecunia"